# Björn Åkesson
Björn Åkesson (Malmö, 4 januari 1990) is een golfprofessional uit Zweden.

## Amateur
Als amateur was Åkesson lid van de Barsebäck Golf & Country Club. In 2007 stond hij op de 19de plaats van de World Amateur Golf Ranking. In 2008 ging hij studeren aan de Arizona State University (ASU) en speelde college golf voor The Sun Devils. Hij won dat jaar de Polo Golf Junior (12-18 jaar), een matchplay toernooi dat al sinds 1978 bestaat. Deelnemers komen tegenwoordig uit 29 staten en 11 verschillende landen.
Samen met Niklas Lempke won hij in Zuid-Afrika de junior-Eisenhower Trophy in 2007.

### Overwinningen
- 2006: The Duncan Putter, Boys Amateur Championship (matchplay) in Aberdeen
- 2008: Polo Golf Junior (U18), finale gewonnen van Sean Dale

### Teamevents
- European Boys Championship: 2005 in Italië
- Eisenhower Trophy: 2008 (junior/winnaars)
- Bonallack Trophy: 2008 op Valderrama

## Professional
In 2011 speelde hij als rookie op de Europese Challenge Tour. Eind 2012 verkreeg Åkesson zijn tourkaart voor de Europese PGA Tour. In zijn rookie-seizoen op de Europese Tour was zijn beste resultaat een  een 5e plaats op de Tshwane Open. In 2014 en 2015 speelde Åkesson opnieuw op de Challenge Tour. Dankzij een zesde plaats in het eindklassement van de Challenge Tour van 2015 mocht Åkesson in 2016 opnieuw aantreden op de Europese PGA Tour. Åkesson eindigde in 2016 derde op de Joburg Open. 
Eind 2017 verloor Åkesson opnieuw zijn tourkaart voor de Europese PGA Tour, waarna bij stopte met professioneel golfen. In 2021 keerde Åkesson terug op de Nordic Golf League waarna hij in 2023 3 toernooien op zijn naam schreef op deze tour. Mede als gevolg van deze overwinningen was hij de de beste in de Order of Merit van de Nordic Golf League waardoor hij in 2024 mocht aantreden op de Challenge tour.
In 2024 is Åkesson de beste op het Nelson Mandela Bay Championship, een toernooi van zowel de Challenge Tour als de Sunshine Tour.

### Overwinningen
| Jaar | Toernooi                        | Tour                                        |
| ---- | ------------------------------- | ------------------------------------------- |
| 2010 | Gefle Open                      | Nordea Tour, deel van de Nordic Golf League |
| 2023 | UNICEF Championship             | Nordic Golf League                          |
| 2023 | Greatdays Trophy                | Nordic Golf League                          |
| 2023 | Destination Gotland Open        | Nordic Golf League                          |
| 2024 | Nelson Mandela Bay Championship | Challenge Tour, Sunshine Tour               |